# الطريق (فلم 2022)
الطريق هو فيلمّ سوريٌ أُنتج عام2022، وأخرجه عبد اللطيف عبد الحميد، وهو آخر فيلمٍ يخرجه.

## قصة الفيلم
يعيش الطفل (غيث ضاهر) مع جده صالح (موفق الأحمد)، بعد هجرة والده (ماجد عيسى).
يتلقى الجد رسالة من مدرسة حفيده صالح (اسمه على اسم جده) تقول أن حفيده غير مؤهل عقليا للاستمرار في الدراسة. يقوم الجد بإخفاء الرسالة عن حفيده، ويقول له أن الرسالة تقول أنه عبقري.
يبيع الجد قطعة من أرضه، ويُنشئ مدرسة خاصة بحفيده، ويجلب له مدرسين يدرسونه خصيصاً، ويطلب من حفيده تدوين كل ما يلاحظه في طريقه للمدرسة. يقابل الطفل في الطريق عدة أشخاص من أهل القرية، منهم مربيته (تماضر غانم)، والشاعر الذي يلقي قصائد الشعراء (أحمد كنعان)، والمرأة التي تزوج زوجها عليها (رباب مرهج) . كما تنشأ قصة حب بين صالح الحفيد، وبين فتاة من عمره (راما زين الدين)، التي تمنحه يومياً رغيفاً من خبز التنور.

## إنتاج الفيلم
يُعتبر الفيلم محاكاة لسيرة المخترع الأمريكي توماس إديسون، الذي كان يبدو عليه الغباء وقلة الفهم في طفولته. وقد قرر المخرج عبد اللطيف عبد الحميد أن يشترك مع رفيقه الروائي عادل محمود (1946-2022) في كتابة السيناريو، بعد أن كان المخرج عبد اللطيف هو المؤلف الأساسي لجميع أفلامه السابقة. وقد قام عبد اللطيف بإهداء الفيلم لشريكه الراحل، ولزوجته الراحة لاريسا عبد الحميد، والتي توفيت في 17 مارس 2021، وهي التي صممت الأزياء لمعظم أفلامه.
الفيلم من بطولة موفق الأحمد، وغيث ضاهر، ومأمون الخطيب، ومحمد شما، وأحمد كنعان، ورند عباس، وتماضر غانم، وماجد عيسى، ورباب مرهج، ونبراس ملحم، وعدنان عربيني، وراما الزين، وعلاء زهر الدين، وهاشم غزال، وخالد رزق.
صُوّر الفيلم في ريف طرطوس، لكن أحداث الفيلم لا توضح زمانه رغم أن أحداث الفيلم تمر عبر فترة طويلة يكبر فيها الطفل بطل الفيلم.

## استقبال الفيلم
تحصل الفيلم على جائزة أفضل نص، وأفضل تمثيل (موفق الأحمد) في الدورة 33 في مهرجان قرطاج 2022. كما شارك في أعلن مهرجان شرم الشيخ السينمائي بدورة المهرجان الأولى التي تقام في الفترة من 15 وحتى 20 يوليو 2023.

## مصدر
1. ↑  رحيل المخرج السوري عبداللطيف عبدالحميد
2. 1 2 3  "الطريق" فيلم سوري يختبر براءة البيئة الريفية نسخة محفوظة 2023-01-29 على موقع واي باك مشين.
3. 1 2 3  "الطريق" لعبد اللطيف عبد الحميد.. مرارات الغياب السينمائي نسخة محفوظة 2025-01-23 على موقع واي باك مشين.
4. 1 2 3  التفكير هو أن تدفعنا الصورة نسخة محفوظة 2022-12-29 على موقع واي باك مشين.
5. ↑  المخرج عبد اللطيف عبد الحميد يودع زوجته بكلمات مؤثرة
6. 1 2  الطريق لعبد اللطيف عبد الحميد في المسابقة الرسمية لمهرجان شرم الشيخ للسينما العربية نسخة محفوظة 2023-09-22 على موقع واي باك مشين.
7. ↑  السوري عبد اللطيف عبد الحميد سينمائي الخيبات الانسانية نسخة محفوظة 2024-08-11 على موقع واي باك مشين.

## وصلات خارجية
- الطريق على موقع قاعدة بيانات الأفلام العربية
- الطريق على موقع قاعدة بيانات الفيلم (الإنجليزية)
- الطريق على موقع ليتربوكسد (الإنجليزية)